# Eutrichota megerlei
Eutrichota megerlei este o specie de muște din genul Eutrichota, familia Anthomyiidae. A fost descrisă pentru prima dată de Johann Wilhelm Meigen în anul 1826.
Este endemică în Austria. Conform Catalogue of Life specia Eutrichota megerlei nu are subspecii cunoscute.